# Nitelva
Nitelva er en elv som har sit udspring ved Grua hvor den falder  ned til Harestuvatnet i den sydlige del af Lunner kommune i Viken fylke i Norge. Floden løber herfra roligt sydover og ender i Svellet i nordenden af søen Øyeren. Den har da tilbagelagt en strækning på ca. 37 km, og har haft et fald på ca. 30 meter. Elven tilhører Oslomarkavassdragene og har et afvandingsområde på 486 km², hele vassdraget med bifloden Leira medregnet har et afvandingsområde 1183 km².
Den nordlige del af Nitelva løber gennem Hakadal og kaldes der Hakadalselva.Strækningen mod  Øyeren begynder med brusende stryg og går over i en bred, rolig og meandrerende flod gennem Nittedal. De sidste kilometer danner elven grænsen  mellem Skedsmo og Rælingen kommuner, først som en miljøskabende del af Lillestrøm by og Øvre Rælingen med turveje på begge bredder, så forbi et industrialiseret område før den ender i et floddelta ved nordenden af Øyeren i Rælingen. Nitelva og dens bredder udgør et varieret og frodigt bælte gennem skovområder, landbrugslandskab og bebyggelse. 
Elven fik oprindelig navnet Nitja. Betydningen af dette navn er noget usikkert, men det kan have sammenhæng med ordet net, i betydningen fiskegarn. Det kan også komme fra verbet hnita, som betyr «at støde sammen» (f.eks. bølger som støder sammen). Elven dannede en vigtig del af livsgrundlaget for de tidligste bosættelser i området, og vassdraget har været  udnyttet til blandt andet isskæring, tømmerflådning og drift af møller, savværker og kraftværker. 
Elven er velegnet til sportsfiskeri. Op til Rotnesfossen findes de fleste af Norges ferskvandsfisk, og 21 arter er registrert. Blandt disse er gedde, sandart, aborre og karpefisk de almindeligste. Mod nord i vassdraget findes også en bestand af ørred. Langs elven kan man også opleve et indholdsrigt og varieret dyre-, fugle- og planteliv, og den har en vigtig økologisk funktion som leveområde og spredningskorridor for en række arter. Her kan man opleve både tæt granskov, frodig løvskov, moser, blomsterenge, rørskov og vandplanter. Af dyre- og fuglearter langs elven kan nævnes bæver, fiskehejre og rådyr. På grund af den biologiske mangfoldighed er Nitelva et fredet område, og i den nedre del af vassdraget er der oprettet to naturreservater: Sørumsneset og Nordre Øyeren naturreservat.